# Boulet à la liégeoise
Pour les articles homonymes, voir Boulet (homonymie).
 (octobre 2023).
- Si vous ne connaissez pas le sujet, laissez ce bandeau (vous pouvez alors contacter les auteurs).
- Si vous supprimez le contenu mis en cause (vous pouvez préalablement contacter les auteurs),

argumentez précisément cette suppression dans la page de discussion
(un manque de référence n'est pas un argument ; une recherche réelle de référence doit avoir été effectuée, être formellement documentée).
Le boulet à la liégeoise est une spécialité culinaire traditionnelle belge de la région de Liège. C'est une préparation de viande hachée façonnée en grosses boulettes (d'où le nom du plat), qui sont dorées sur toutes leurs faces puis mijotées dans une sauce au sirop de Liège.

## Description
Il s'agit d'une ou deux grosses boulettes (le calibrage permet de différencier un boulet, plus gros, d'une boulette, plus petite) préparées à base de hachis de viandes de porc et de veau, ou de porc et de bœuf, de mie de pain, d'oignons et de persil, dorées à la poêle, puis cuites à feu doux dans une sauce aigre-douce particulière à base d'oignons, de vinaigre, de sirop de Liège, de cassonade et raisins de Corinthe.
Cette sauce porte le nom populaire de « sauce lapin », qui ne contient pas de lapin mais tiendrait son nom de madame Géraldine Lapin, née Corthouts, épouse d’Ernest Lapin (1868-1922), receveur des contributions directes dans la banlieue de Liège.
Véritable institution des brasseries et friteries liégeoises, connu dans toute la Belgique, ce plat est traditionnellement servi accompagné de frites, (on parle alors de « boulets-frites »), de mayonnaise et de crudités peu assaisonnées ou de compote de pommes.
Différents établissements liégeois proposent ce plat comme spécialité presque unique. Il est à la carte de la plupart des friteries et restaurants liégeois. Une société commerciale le fabrique industriellement.

## Distinction
Depuis le 23 mars 1996, la Confrérie du Gay Boulet,, décerne un Boulet de cristal au restaurateur dont la recette serait la plus proche de la tradition du terroir. 